# Vincenzo Peruggia
Vincenzo Peruggia, né le 8 octobre 1881 à Dumenza (Italie) et mort le 8 octobre 1925 à Saint-Maur-des-Fossés (France), est un peintre en bâtiment et vitrier italien, connu pour avoir volé  La Joconde.

## Biographie

### Origines
Aîné d'une fratrie de quatre frères et une sœur, il est le fils de Giacomo Peruggia, maçon et de Celeste, femme au foyer. Peintre en bâtiment, il travaille depuis l'âge de douze ans à Milan. Le manque de travail l'incite à émigrer en France. Il monte à Paris en 1908. Ayant contracté le saturnisme, il est hospitalisé pour cette maladie due à l'intoxication par le plomb, métal utilisé dans les peintures. Sombrant dans l'alcoolisme et victime de la xénophobie anti-italienne, il a pu développer une forme de paranoïa, ce qui expliquerait qu'il ait fait l'objet de deux arrestations pour vol, port d'arme et séjour illégal.
Au début du XXe siècle, plusieurs tableaux du Louvre sont victimes de vandalisme par des malades mentaux, si bien que le musée décide de protéger ses 1 600 œuvres les plus importantes. La mise sous verre est confiée de 1909 à 1911 à la maison Gobier qui offre ses services au musée depuis le règne de Louis-Philippe. Cette entreprise de verrerie emploie cinq ouvriers pour cette tâche, dont Vincenzo Peruggia. Ce dernier, reconnu pour ses qualités professionnelles, est bientôt le seul à découper et polir les verres des toiles italiennes du Salon Carré. Il a certainement pu à cette époque admirer les chefs-d'œuvre seul, en face à face, apprendre à décrocher facilement les tableaux, si bien que l'idée d'en voler un germe dans son esprit, en raison de sa paranoïa.

### Vol deLa Joconde

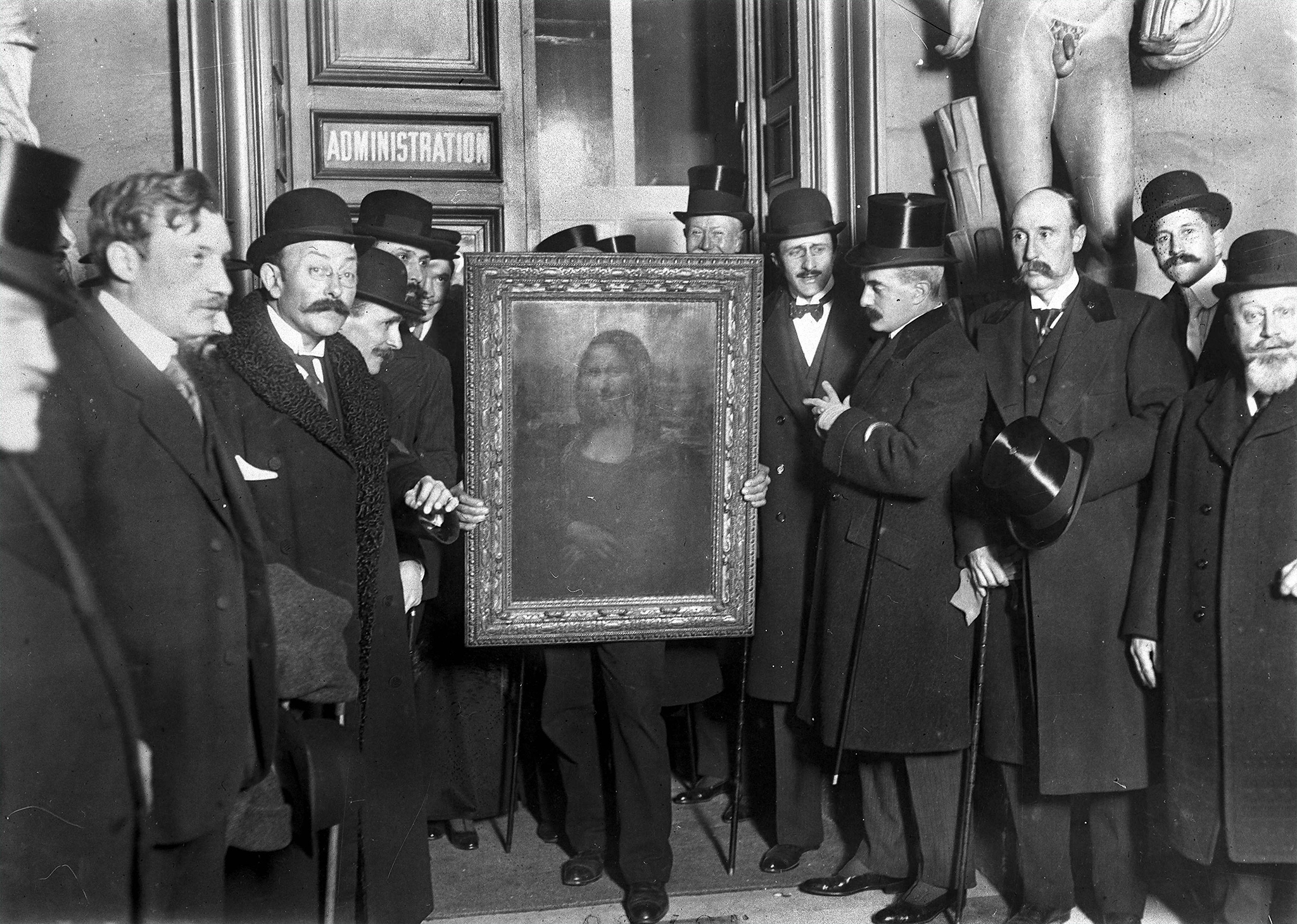
La Joconde revient au Louvre en 1914.

Le 21 août 1911, un lundi (jour de fermeture du musée), Vincenzo Peruggia, alors que son contrat d'ancien travailleur avec la maison Gobier s'achève, rentre dans le musée du Louvre à sept heures du matin, vêtu de sa blouse de travail. Il attend d'être seul dans le Salon Carré pour y décrocher le Portrait de Mona Lisa (toile italienne choisie non en raison de sa notoriété, moyenne à cette époque, mais de sa petite taille, donc facile à emporter) de sa boîte-vitrine suspendue au mur et l'emmener dans une cage d'escalier pour la débarrasser de son cadre et de sa vitre, avant de probablement cacher l’œuvre sous ses habits et quitte le musée sans être inquiété. 
Ce vol n'est constaté que le lendemain matin, et est considéré comme l'un des plus grands vols du XXe siècle depuis que la Joconde est devenue le tableau le plus célèbre au monde. Vincenzo cache la peinture pendant deux ans dans sa chambre à Paris (cité Héron ou rue de l'Hôpital-Saint-Louis), dans le double fond d'une valise de bois blanc, sous son lit ou dans un débarras. Apparemment, alors que l'inspecteur nommé Brunet se présente à son appartement le 29 septembre 1911 pour interroger ce dernier, il ne fouille pas la chambre, n'imaginant pas que le vol puisse être l'œuvre d'un modeste ouvrier.

### Retour en Italie et arrestation
Après avoir gardé l’œuvre deux ans, Peruggia retourne avec elle en Italie. Il la garde dans son appartement à Florence. Il devient impatient, si bien qu'il contacte le 10 décembre 1913 Alfredo Geri, le propriétaire d'une galerie d'art de la ville. Bien que les témoignages de Geri et Peruggia soient contradictoires, il est clair que Peruggia s'attendait à une récompense pour avoir ramené la peinture à sa « patrie ». Geri appelle Giovanni Poggi, directeur de la galerie des Offices, qui authentifie l’œuvre. Poggi et Geri gardent la peinture et informent la police, qui arrête Peruggia à son hôtel.
Après son vol, la peinture est exposée à travers toute l'Italie dans une grande tournée d'adieu avant d'être retournée en grande pompe au Louvre début 1914.
Peruggia est condamné à une peine de prison légère d'un an, réduite à sept mois. À sa libération, il sert dans l'armée italienne lors de la Première Guerre mondiale. Par la suite, il se marie et retourne à Paris, où il ouvre un magasin de peinture.

## Dans la culture populaire

### Lieu
- La rencontre en 1913 entre Peruggia et le galeriste Alfredo Geri dans l'hôtel Tripoli de Florence, a été exploitée par ce dernier qui s'est rebaptisé Hôtel Gioconda[8].

### Cinéma et télévision
- En 1931, il est interprété par Willi Forst dans Der Raub der Mona Lisa
- En avril 1956, il est joué par Vito Scotti dans l'épisode The Recovery of Mona Lisa de You are There (en). En mars 1963, Scotti reprend le rôle de Peruggia dans l'épisode The Tenth Mona Lisa de l'émission G.E. True[9]
- En 2006, il est interprété par Alessandro Preziosi dans le téléfilm On a volé la Joconde.

### Théâtre
- En 2023, dans la pièce Le Testament Médicis de Stéphane Landowski, mis en scène de Raphaëlle Cambray, il est interprété par Audran Cattin.

### Jeux vidéo
- Le 6 avril 2010, un contenu téléchargeable pour le jeu vidéo Mass Effect 2 contient son nom comme mot de passe donnant accès à la voûte d'un méchant voleur d'art[10].

### Littérature
- L'histoire de Peruggia est soulignée dans le chapitre 12 du livre The Rembrandt Affair (Gabriel Allon) de Daniel Silva, publié en juillet 2010.
- Publiée en 2011, la monographie The Theft of the Mona Lisa : On Stealing the Worlds Most Famous Painting de Noah Charney's décrit l'histoire de Peruggia.
- Durant l'été 2011, Peruggia est le héros d'une pièce de théâtre le décrivant comme un patriote, présentée à Dumenza, sa ville natale où il a une plaque qui le montre jouant de la guitare et le décrivant comme le héros ayant volé la Joconde[6].